# 茱莉亚·费舍尔
茱莉亚·费舍尔（德語：Julia Fischer，1983年6月15日—），德国小提琴家、钢琴家。

## 生平
茱莉亚·费舍尔出生于慕尼黑，母亲是斯洛伐克钢琴家，父亲是数学家。费舍尔四岁开始在慕尼黑附近的吉尔兴学琴，后来跟母亲学习钢琴，两年后入读奥格斯堡利奥波德·莫扎特音乐学院，八岁即首次登台表演协奏曲，九岁时被慕尼黑音乐学院录取。
1997年起，费舍尔开始其职业演奏家生涯，马泽尔、埃申巴赫和亚诺夫斯基等指挥家对她帮助良多，布隆斯泰特、马里纳、梅纽因、萨拉斯特、西诺波利、泰特、捷米尔卡诺夫、托马斯、西蒙娜·扬、津曼等人与她也有合作经历。她演奏的巴赫协奏曲专辑是iTunes历史上古典音乐类最畅销的首演唱片。
2006年，费舍尔成为法兰克福音乐与表演艺术学院的教授，当时是德国大学里最年轻的教授，2011年起任教于慕尼黑音乐戏剧学院。费舍尔的钢琴水准也相当不错，不时在同一场音乐会上既演奏小提琴，也表演钢琴。

## 个人奖项
- 1995年：梅纽因国际青少年小提琴比赛第一名
- 1996年：欧视青少年音乐家比赛第一名
- 2005年、2007年：回声音乐古典奖
- 2007年：留声机奖“年度艺术家”
- 2009年：MIDEM古典音乐奖
- 2016年：联邦十字勋章